# تیارا توماس
تیارا نیکول توماس (زاده ۱۲ سپتامبر ۱۹۸۹) یک خواننده آمریکایی آر اند بی است. در سال ۲۰۱۳، او در تک‌آهنگ ویل «بد» که گواهی‌نامه فروش موسیقی ضبط‌شده ۳× پلاتین را دریافت کرد، حضور یافت. در همان سال، توماس با اینترسکوپ رکوردز، یک لیبل تحت گروه اینترسکوپ گفن ای‌اندام رکوردز قراردادی امضا کرد. در سال ۲۰۲۱، او جایزه گرمی را برای آهنگ سال برای نوشتن ترانه من نمی‌توانم نفس بکشم دریافت کرد. در همان سال، او نامزدی گلدن گلوب را دریافت کرد و جایزه اسکار بهترین ترانه اصلی را برای نوشتن آهنگ «جنگ برای تو» از یهودا و مسیح سیاه دریافت کرد.
توماس در ایندیاناپولیس، ایندیانا به دنیا آمد. والدینش او را تشویق کردند که موسیقی را دنبال کند. توماس در مدرسه و کلیسا اجرا می‌کرد. او در دبیرستان لارنس نورث تحصیل کرد. در ژوئن ۲۰۱۲، توماس از دانشگاه بال استیت فارغ‌التحصیل شد.

## آهنگ‌شناسی
- سالی مای عزیز (آلبوم چندآهنگه) (۲۰۱۳)
- تأثیر بد (۲۰۱۴)[۸]
- بر فراز دود (آلبوم چندآهنگه) (۲۰۱۵)[۹]
- نام من را ذکر نکن (آلبوم چندآهنگه) (۲۰۱۷)
- FWMM (آلبوم چندآهنگه) (۲۰۱۸)